# Jurriaan Schrofer
Jurriaan Willem Schrofer (prononcé en néerlandais : [ˈjʏriaːn ˈʋɪləm ˈsxroːfər]), né le 15 avril 1926 et mort le 1er juillet 1990, est un sculpteur, graphiste, créateur de caractères et professeur d'école d'art néerlandais.

## Origine et formation
Jurriaan Willem Schrofer est né le 15 avril 1926 à La Haye, aux Pays-Bas. Son père Willem Schrofer est un peintre abstrait.
En 1945, il est diplômé du gymnasium et étudie brièvement le droit. À la fin des années 1940, il quitte Leyde pour Amsterdam avec le projet de devenir réalisateur, sans grand succès.

## Carrière

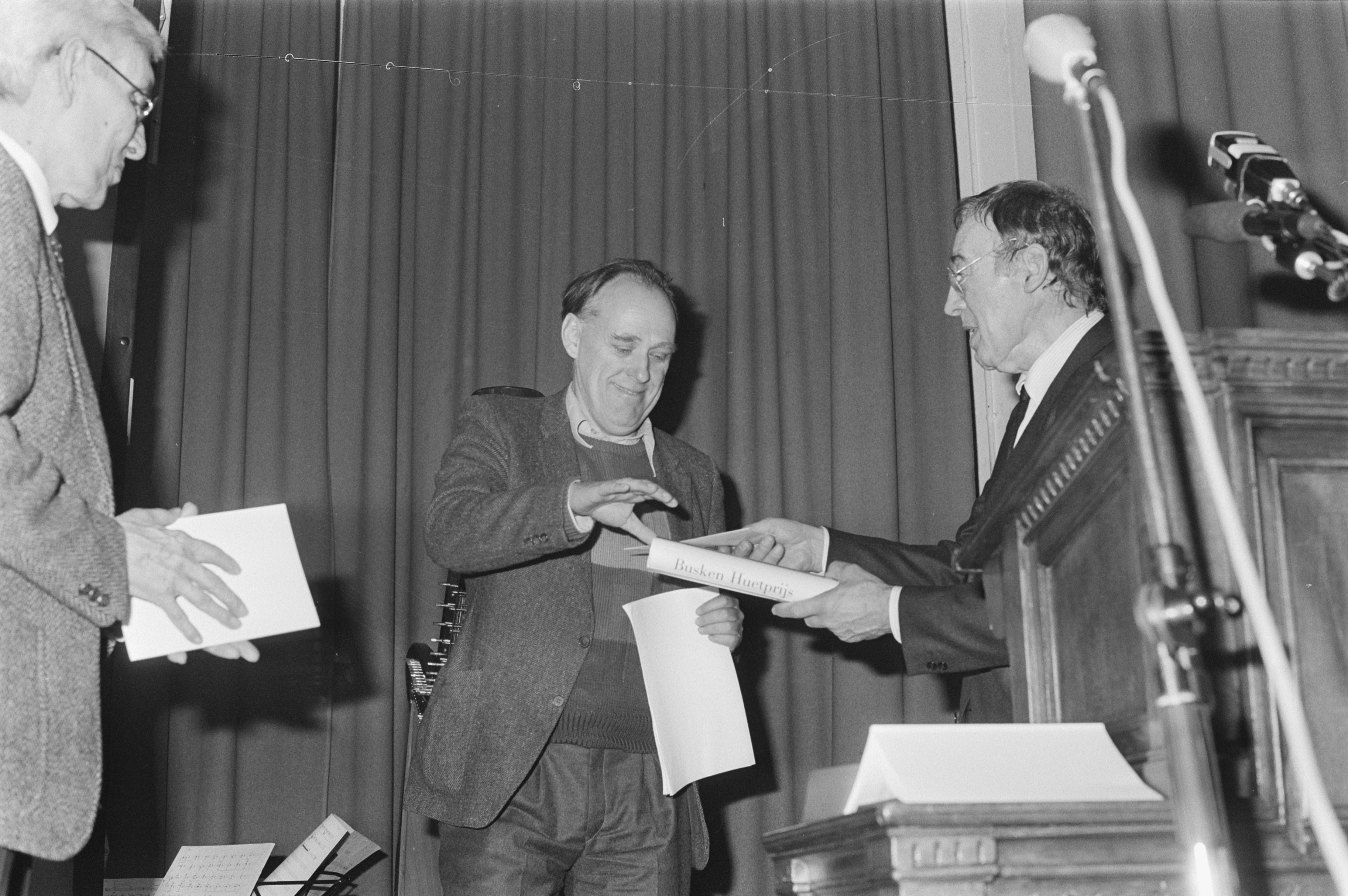
Hugo Brandt Corstius reçoit le prix Busken Huet des mains de Schrofer (à droite) en 1985

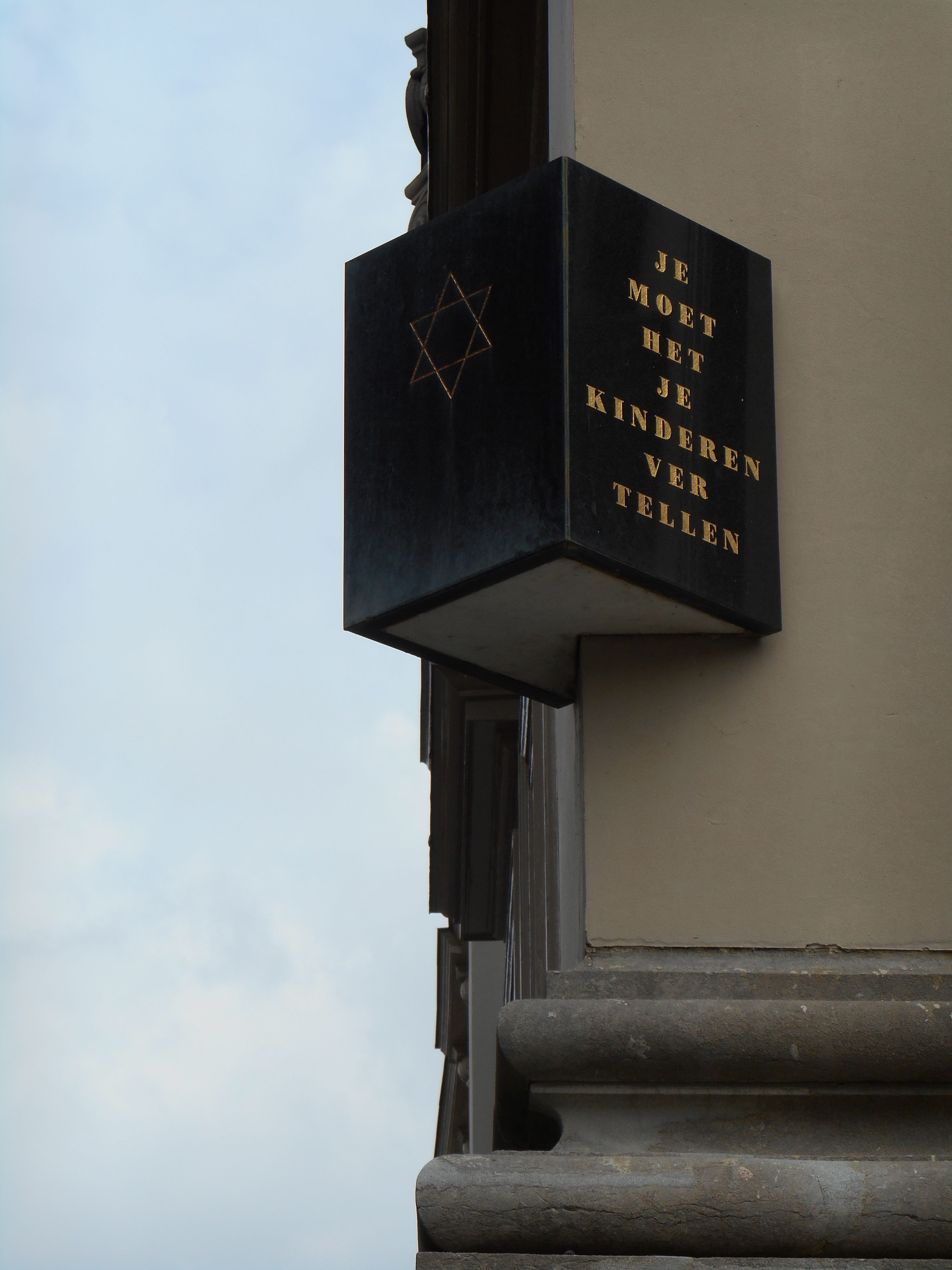
Schrofer a conçu ce mémorial de l'Holocauste à Dordrecht à partir de 1989

En 1949, Schrofer devient assistant de l'artiste Dick Elffers.
De 1952 à 1955, il travaille comme dessinateur pour Drukkerij Meijer, un imprimeur de Wormerveer.
À partir de 1955, il travaille comme designer indépendant. Il reçoit le prix HN Werkman pour une typographie réalisée pour Drukkerij Meijer en 1956, puis une seconde fois en 1962 pour conception de son livre Space for Living (1961).
De 1974 à 1979, il est associé du studio de design Total Design à Amsterdam.
De 1979 à 1984, il est directeur de l' Académie des Beaux-Arts et du Design d'Arnhem.

## Décès
Schrofer meurt le 1er juillet 1990 à Amsterdam. Il est enterré au cimetière De Brandenburg à Bilthoven.

## Prix et distinctions
- Prix HN Werkman (1956) [10]
- Prix HN Werkman (1962) [11]
- Prix Rizzoli (1965) [7]
- Prix de la publicité (1967) [13]
- Prix Rizzoli (1970) [7]
- Chevalier de l'Ordre d'Orange-Nassau (1975) [14]
- Prix du papier Bührmann-Ubbens (1987) [15]

## Lectures complémentaires
- Frederike Huygen, Jurriaan Schrofer : graphiste, pionnier des livres photo, directeur artistique, enseignant, art manager, artiste environnemental, 1926-1990, 2013.